# Sarduri I.
Sarduri I. (armensko Սարդուրի Ա, Sarduri I) ali Sarduris, je bil od leta 834 pr. n. št. do 828 pr. n. št. kralj Urartuja v vzhodni Mali Aziji. Bil je sin kralja Lutiprija in drugi monarh Arartuja, * ni znano, † 828 pr. n. št.
Sarduri I. je najbolj znan po tem, da je prestolnico Urartuja preselil v Tušpo (Van). Po selitvi je Tušpa postala središče politične moči Bližnjega vzhoda. Sardurija I. je nasledil sin Išpuini, ki je razširil svoje kraljestvo.
Sarduri  se je naslavljal s »kralj štirih četrtin«, se pravi štirih strani sveta.